# Heloniopsis leucantha
Heloniopsis leucantha är en nysrotsväxtart som först beskrevs av Gen-Iti Koidzumi, och fick sitt nu gällande namn av Masaji Masazi Honda. Heloniopsis leucantha ingår i släktet Heloniopsis och familjen nysrotsväxter.
Artens utbredningsområde är Nansei-shoto. Inga underarter finns listade.